# Blood Tsunami
Blood Tsunami ist eine norwegische Thrash-Metal-Band aus Oslo, die im Jahre 2004 gegründet wurde. Ihr Name geht auf das Lied Drenched in Blood der ebenfalls norwegischen Band Turbonegro zurück.

## Geschichte
Blood Tsunami wurde im Jahre 2004 von Peter „Pete Evil“ Michael Kolstad Vegem (E-Gitarre, Gesang), Jørgen „Jay“ Nordlie (Schlagzeug), Riff Randall (E-Bass) und Kristoffer „Dor Amazon“ Sørensen (E-Gitarre, Begleitgesang) gegründet. Im selben Jahr nahmen sie ihr erstes Demo Blood All Over auf. Ihren ersten Auftritt hielten sie am 24. August 2004 als Unterstützung der Band Entombed. Im Anschluss unterstützen sie die Death-Metal-Band Deicide. Nach einem Jahre wurden Nordlie und Randall ersetzt: Peter „Bosse“ Boström, welcher vorher mit Vegem bei der Band Hellride spielte, übernahm den Posten des Bassisten, und Bård G. „Faust“ Eithun (Ex-Stigma Diabolicum/Thorns, Ex-Emperor, Aborym, Scum) wurde neuer Schlagzeuger.
Mit der veränderten Aufstellung betrat die Band im Juli 2005 die Lion Heart Studios in Oslo, um ihr zweites Demo aufzunehmen. Im Anschluss dessen spielte sie weitere Konzerte. Im September 2006 ging die Band erneut in die Lion Heart Studios, um ihr erstes Studioalbum aufzunehmen. Das Album Thrash Metal wurde am 19. März 2007 über Nocturnal Art Productions und Candlelight Records veröffentlicht. Im Anschluss ging Blood Tsunami zusammen mit Bands wie Zyklon, Dead Beyond Buried, Evile und Satyricon auf Tour. Zudem spielte die Band auf Shows zusammen mit Dimmu Borgir, Insense, Man Must Die und Origin.
Im Herbst 2008 nahm sie in den Lion Heart Studios ihr zweites Album Grand Feast for Vultures auf, das in Europa am 27. April und in den USA im Mai 2009 veröffentlicht wurde.

## Stil
Blood Tsunami lehnt ihre Musik an den 1980er Thrash Metal aus der San Francisco Bay Area an. Sie wird dabei mit Bands wie Exodus und Destruction verglichen. Im zweiten Album ließ die Band zudem vermehrt Einflüsse aus Black Metal und New Wave of British Heavy Metal einfließen.

## Diskografie
- 2004: Blood All Over (Demo)
- 2005: Demo 05 (Demo)
- 2007: Thrash Metal (LP, Nocturnal Art Productions / Candlelight Records)
- 2009: Castle of Skulls (EP, Nocturnal Art Productions / Candlelight Records)
- 2009: Grand Feast for Vultures (LP, Nocturnal Art Productions / Candlelight Records)
- 2013: For Faen (LP, Indie Recordings)